# O-1238
O-1238（cis-3-(6-叠氮基-2-己烯基)-Δ8-THC）是一种含氮有机化合物，化学式C
22H
29N
3O
2，带有叠氮基官能团，属于人工合成的大麻素。它可以6-(3,5-二甲氧基苯基)-4-己炔-1-醇为原料反应制得。